# Gears
Gears (раніше Google Gears; Google перейменували це програмне забезпечення через спільне використання і підтримку) — відкрите програмне забезпечення від Google (бета, ліцензія BSD), що дозволяє використовувати вебдодатки за допомогою браузерів Opera mini, Mozilla Firefox, Google Chrome і Internet Explorer під GNU/Linux, Mac OS, Microsoft Windows і Microsoft Windows Mobile в режимі оффлайн.
Спеціальний плагін змушує браузер працювати з локальним кешем сторінок (на основі SQLite), періодично синхронізуючи кеш з онлайн джерелом. Google ставила на Gears як на технологію майбутнього, що наділяла вебзастосунок поведінкою і властивостями звичних настільних програм, зокрема кешуванням даних і прискореним виконанням JavaScript-коду. У разі втрати інтернет-доступу вебзастосунок продовжував роботу, а коли зв'язок відновлювався, відбувалася автоматична синхронізація даних.
Gears являє собою AJAX-API і працює тільки з вебсайтами, що спеціально підтримують цей сервіс.

## Припинення розвитку
30 листопада 2009 представником Google була озвучена позиція компанії з розвитку Google Gears:
|  | Ми продовжуємо підтримку Gears, так що нічого не зламається на сайтах, які його використовують. Але ми очікуємо, що розробники будуть використовувати HTML5 для отримання потрібної функціональності, переходу на орієнтований на стандарти підхід, який буде застосований у всіх браузерах |

Підтримка Gears була повністю зупинена у Google Chrome 12.

## Виноски
1. ↑  Архівована копія. Архів оригіналу за 28 січня 2010. Процитовано 15 грудня 2009.{{cite web}}:  Обслуговування CS1: Сторінки з текстом «archived copy» як значення параметру title (посилання)
2. ↑  Gears на сайті Ohloh. Архів оригіналу за 26 лютого 2012. Процитовано 26 листопада 2009. [Архівовано 2014-03-10 у Wayback Machine.](англ.)
3. ↑  Happy birthday, Google Gears!. Chris Prince. 5/28/2008. Архів оригіналу за 26 лютого 2012. Процитовано 26 листопада 2009.(англ.)
4. ↑  Milian, Mark (30 листопада 2009). What's powering Web apps: Google waving goodbye to Gears, hello to HTML5 [Updated] (англійською) . Архів оригіналу за 26 лютого 2012. Процитовано 1 грудня 2009.